# Antoine Legendre
Pour les articles homonymes, voir Legendre.
Antoine Legendre, né vers 1590 au Vaudreuil (Eure) et mort le 12 avril 1665 à Hénouville (Seine-Maritime), est aumônier du roi Louis XIII, contrôleur des jardins fruitiers de sa Majesté, et curé d'Hénouville de 1622 à 1659.

## Biographie
En 1630, Louis de Bassompierre, abbé de Boscherville, donne en fief à Antoine Legendre le droit de colombier, à charge de bâtir un colombier dans l'enclos du presbytère.
Un poème intitulé Le Presbytère d'Hénouville, à Tyrcis écrit en 1642 et attribué à Antoine Corneille laisse à penser qu'Antoine Legendre était en relation avec la famille de l'écrivain.
Il est l'auteur en 1652 de La Manière de cultiver les arbres fruitiers où il est traité des pépinières, des espaliers, des contre-espaliers, des arbres en buisson et à haute tige, dédicacé au président du Parlement de Normandie, Jean-Louis Faucon de Ris. Ce livre est, avec le Jardinier françois de Nicolas de Bonnefons, sorti des presses l’année précédente, le premier livre de sylviculture publié au XVIIe siècle. Il inaugure une longue série d’ouvrages sur le sujet, dans lesquelles il sera fréquemment cité en référence, au moins jusqu’à la publication posthume de l’Instruction pour les jardins fruitiers et potagers de La Quintinie, en 1690. Le succès de La Manière de cultiver les arbres fruitiers se mesure à la quinzaine de rééditions qu’elle connaît.
Des poiriers palissés en palmette Legendre sont visibles au potager du Roi à Versailles.